# قائمة وزراء العدل (مصر)
قائمة وزراء الحقانية سابقاً والعدل حالياً في مصر.:465:484

## القائمة
| الترتيب                                                                              | الناظر / الوزير                    | الاسم                        | الفترة                                 | النظارة/ الوزارة                                    | رئيس مجلس النظار / الوزراء            |
| ------------------------------------------------------------------------------------ | ---------------------------------- | ---------------------------- | -------------------------------------- | --------------------------------------------------- | ------------------------------------- |
|                                                                                      | نوبار باشا                         | نظارة الحقانية               | من: 28 أغسطس 1878 حتى: 23 فبراير 1879  | نظارة نوبار باشا الأولى                             | نوبار باشا                            |
|                                                                                      | مصطفى رياض باشا                    | نظارة الحقانية               | من: 10 مارس 1879 حتى: 7 أبريل 1879     | نظارة محمد توفيق باشا الأولى                        | الأمير محمد توفيق باشا                |
|                                                                                      | ذو الفقار باشا                     | نظارة الحقانية               | من: 7 أبريل 1879 حتى: 5 يوليو 1879     | نظارة محمد شريف باشا الأولى                         | محمد شريف باشا                        |
|                                                                                      | مراد حلمي باشا                     | نظارة الحقانية               | من: 5 يوليو 1879 حتى: 18 أغسطس 1879    | نظارة محمد شريف باشا الثانية                        | محمد شريف باشا                        |
|                                                                                      | ذو الفقار باشا                     | نظارة الحقانية               | من: 18 أغسطس 1879 حتى: 21 سبتمبر 1879  | نظارة محمد توفيق باشا الثانية                       | الخديوي توفيق                         |
|                                                                                      | حسين فخري باشا                     | نظارة الحقانية               | من: 21 سبتمبر 1879 حتى: 10 سبتمبر 1881 | نظارة مصطفى رياض باشا الأولى                        | مصطفى رياض باشا                       |
|                                                                                      | محمد قدري بك                       | نظارة الحقانية               | من: 14 سبتمبر 1881 حتى: 4 فبراير 1882  | نظارة محمد شريف باشا الثالثة                        | محمد شريف باشا                        |
|                                                                                      | مصطفى فهمي باشا                    | نظارة الحقانية               | من: 4 فبراير 1882 حتى: 26 مايو 1882    | نظارة محمود سامي البارودي باشا                      | محمود سامي البارودي باشا              |
|                                                                                      | علي إبراهيم باشا                   | نظارة الحقانية               | من: 17 يونيو 1882 حتى: 21 أغسطس 1882   | نظارة إسماعيل راغب باشا                             | إسماعيل راغب باشا                     |
|                                                                                      | حسين فخري باشا                     | نظارة الحقانية               | من: 21 أغسطس 1882 حتى: 10 يناير 1884   | نظارة محمد شريف باشا الرابعة                        | محمد شريف باشا                        |
|                                                                                      | نوبار باشا                         | نظارة الحقانية               | من: 10 يناير 1884 حتى: 9 يونيو 1888    | نظارة نوبار باشا الثانية                            | نوبار باشا                            |
|                                                                                      | حسين فخري باشا                     | نظارة الحقانية               | من: 9 يونيو 1888 حتى: 12 مايو 1891     | نظارة مصطفى رياض باشا الثانية                       | مصطفى رياض باشا                       |
| من: 14 مايو 1891 حتى: ديسمبر 1891                                                    | حسين فخري باشا                     | نظارة الحقانية               | نظارة مصطفى فهمي باشا الأولى           | مصطفى فهمي باشا                                     |                                       |
|                                                                                      | إبراهيم فؤاد باشا                  | نظارة الحقانية               | نظارة مصطفى فهمي باشا الأولى           | مصطفى فهمي باشا                                     | من: ديسمبر 1891 حتى: 15 يناير 1893    |
| نظارة مصطفى فهمي باشا الأولى                                                         | إبراهيم فؤاد باشا                  | نظارة الحقانية               |                                        | مصطفى فهمي باشا                                     | من: ديسمبر 1891 حتى: 15 يناير 1893    |
| نظارة مصطفى فهمي باشا الثانية                                                        | إبراهيم فؤاد باشا                  | نظارة الحقانية               |                                        | مصطفى فهمي باشا                                     | من: ديسمبر 1891 حتى: 15 يناير 1893    |
|                                                                                      | أحمد مظلوم باشا                    | نظارة الحقانية               | من: 15 يناير 1893 حتى: 15 أبريل 1894   | نظارة حسين فخري باشا                                | حسين فخري باشا                        |
| نظارة مصطفى رياض باشا الثالثة                                                        | أحمد مظلوم باشا                    | نظارة الحقانية               | من: 15 يناير 1893 حتى: 15 أبريل 1894   | مصطفى رياض باشا                                     |                                       |
|                                                                                      | إبراهيم فؤاد باشا                  | نظارة الحقانية               | من: 15 أبريل 1894 حتى: 11 نوفمبر 1908  | نظارة نوبار باشا الثالثة                            | نوبار باشا                            |
| نظارة مصطفى فهمي باشا الثالثة                                                        | إبراهيم فؤاد باشا                  | نظارة الحقانية               | من: 15 أبريل 1894 حتى: 11 نوفمبر 1908  | مصطفى فهمي باشا                                     |                                       |
|                                                                                      | حسين رشدي باشا                     | نظارة الحقانية               | من: 12 نوفمبر 1908 حتى: 21 فبراير 1910 | نظارة بطرس غالي باشا                                | بطرس غالي باشا                        |
|                                                                                      | سعد زغلول باشا                     | نظارة الحقانية               | من: 23 فبراير 1910 حتى: 1 أبريل 1912   | نظارة محمد سعيد باشا الأولى                         | محمد سعيد باشا                        |
|                                                                                      | حسين رشدي باشا                     | نظارة الحقانية               | من: 1 أبريل 1912 حتى: 5 أبريل 1914     | نظارة محمد سعيد باشا الأولى                         | محمد سعيد باشا                        |
|                                                                                      | عبد الخالق ثروت باشا               | نظارة الحقانية               | من: 5 أبريل 1914 حتى: 22 أبريل 1919    | نظارة حسين رشدي باشا الأولى                         | حسين رشدي باشا                        |
| وزارة الحقانية                                                                       | عبد الخالق ثروت باشا               | وزارة حسين رشدي باشا الثانية | من: 5 أبريل 1914 حتى: 22 أبريل 1919    |                                                     | حسين رشدي باشا                        |
| وزارة الحقانية                                                                       | عبد الخالق ثروت باشا               | وزارة حسين رشدي باشا الثالثة | من: 5 أبريل 1914 حتى: 22 أبريل 1919    |                                                     | حسين رشدي باشا                        |
| وزارة الحقانية                                                                       | عبد الخالق ثروت باشا               | وزارة حسين رشدي باشا الرابعة | من: 5 أبريل 1914 حتى: 22 أبريل 1919    |                                                     | حسين رشدي باشا                        |
| وزارة الحقانية                                                                       |                                    | أحمد ذو الفقار باشا          | من: 20 مايو 1919 حتى: 16 مارس 1921     | وزارة محمد سعيد باشا الثانية                        | محمد سعيد باشا                        |
| وزارة الحقانية                                                                       | وزارة يوسف وهبة باشا               | أحمد ذو الفقار باشا          | من: 20 مايو 1919 حتى: 16 مارس 1921     | يوسف وهبة باشا                                      |                                       |
| وزارة الحقانية                                                                       | وزارة محمد توفيق نسيم باشا الأولى  | أحمد ذو الفقار باشا          | من: 20 مايو 1919 حتى: 16 مارس 1921     | محمد توفيق نسيم باشا                                |                                       |
| وزارة الحقانية                                                                       |                                    | عبد الفتاح يحيي باشا         | من: 16 مارس 1921 حتى: 24 ديسمبر 1921   | وزارة عدلي يكن باشا الأولى                          | عدلي يكن باشا                         |
| وزارة الحقانية                                                                       |                                    | مصطفى فتحي باشا              | من: 1 مارس 1922 حتى: 29 نوفمبر 1922    | وزارة عبد الخالق ثروت باشا الأولى                   | عبد الخالق ثروت باشا                  |
| وزارة الحقانية                                                                       |                                    | أحمد ذو الفقار باشا          | من: 30 نوفمبر 1922 حتى: 27 يناير 1924  | وزارة محمد توفيق نسيم باشا الثانية                  | محمد توفيق نسيم باشا                  |
| وزارة الحقانية                                                                       | وزارة يحيى إبراهيم باشا            | أحمد ذو الفقار باشا          | من: 30 نوفمبر 1922 حتى: 27 يناير 1924  | يحيي إبراهيم باشا                                   |                                       |
| وزارة الحقانية                                                                       |                                    | محمد نجيب الغرابلي أفندي     | من: 28 يناير 1924 حتى: 31 مارس 1924    | وزارة سعد زغلول باشا                                | سعد زغلول باشا                        |
| وزارة الحقانية                                                                       |                                    | محمد سعيد باشا               | من: 31 مارس 1924 حتى: 24 نوفمبر 1924   | وزارة سعد زغلول باشا                                | سعد زغلول باشا                        |
| وزارة الحقانية                                                                       |                                    | أحمد خشبة بك                 | من: 24 نوفمبر 1924 حتى: 26 نوفمبر 1924 | وزارة أحمد زيور باشا الأولى                         | أحمد زيور باشا                        |
| وزارة الحقانية                                                                       |                                    | أحمد موسى باشا               | من: 26 نوفمبر 1924 حتى: 13 مارس 1925   | وزارة أحمد زيور باشا الأولى                         | أحمد زيور باشا                        |
| وزارة الحقانية                                                                       |                                    | عبد العزيز فهمي بك           | من: 13 مارس 1925 حتى: 5 سبتمبر 1925    | وزارة أحمد زيور باشا الثانية                        | أحمد زيور باشا                        |
| وزارة الحقانية                                                                       |                                    | علي ماهر باشا                | من: 5 سبتمبر 1925 حتى: 12 سبتمبر 1925  | وزارة أحمد زيور باشا الثانية                        | أحمد زيور باشا                        |
| وزارة الحقانية                                                                       |                                    | أحمد ذو الفقار باشا          | من: 12 سبتمبر 1925 حتى: 7 يونيو 1926   | وزارة أحمد زيور باشا الثانية                        | أحمد زيور باشا                        |
| وزارة الحقانية                                                                       |                                    | أحمد زكي أبو السعود باشا     | من: 7 يونيو 1926 حتى: 16 مارس 1928     | وزارة عدلي يكن باشا الثانية                         | عدلي يكن باشا                         |
| وزارة الحقانية                                                                       | وزارة عبد الخالق ثروت باشا الثانية | أحمد زكي أبو السعود باشا     | من: 7 يونيو 1926 حتى: 16 مارس 1928     | عبد الخالق ثروت باشا                                |                                       |
| وزارة الحقانية                                                                       |                                    | أحمد خشبة باشا               | من: 16 مارس 1928 حتى: 2 أكتوبر 1929    | وزارة مصطفى النحاس باشا الأولى                      | مصطفى النحاس باشا                     |
| وزارة الحقانية                                                                       | وزارة محمد محمود باشا الأولى       | أحمد خشبة باشا               | من: 16 مارس 1928 حتى: 2 أكتوبر 1929    | محمد محمود باشا                                     |                                       |
| وزارة الحقانية                                                                       |                                    | حسين درويش باشا              | من: 3 أكتوبر 1929 حتى: 1 يناير 1930    | وزارة عدلي يكن باشا الثالثة                         | عدلي يكن باشا                         |
| وزارة الحقانية                                                                       |                                    | محمد نجيب الغرابلي باشا      | من: 1 يناير 1930 حتى: 19 يونيو 1930    | وزارة مصطفى النحاس باشا الثانية                     | مصطفى النحاس باشا                     |
| وزارة الحقانية                                                                       |                                    | عبد الفتاح يحيي باشا         | من: 19 يونيو 1930 حتى: 12 يوليو 1930   | وزارة إسماعيل صدقي باشا الأولى                      | إسماعيل صدقي باشا                     |
| وزارة الحقانية                                                                       |                                    | علي ماهر باشا                | من: 12 يوليو 1930 حتى: 4 يناير 1933    | وزارة إسماعيل صدقي باشا الأولى                      | إسماعيل صدقي باشا                     |
| وزارة الحقانية                                                                       |                                    | أحمد علي باشا                | من: 4 يناير 1933 حتى: 14 نوفمبر 1934   | وزارة إسماعيل صدقي باشا الثانية                     | إسماعيل صدقي باشا                     |
| وزارة الحقانية                                                                       | وزارة عبد الفتاح يحيي باشا         | أحمد علي باشا                | من: 4 يناير 1933 حتى: 14 نوفمبر 1934   | عبد الفتاح يحيي باشا                                |                                       |
| وزارة الحقانية                                                                       |                                    | أمين أنيس باشا               | من: 14 نوفمبر 1934 حتى: 30 يناير 1936  | وزارة محمد توفيق نسيم باشا الثالثة                  | محمد توفيق نسيم باشا                  |
| وزارة الحقانية                                                                       |                                    | أحمد علي باشا                | من: 30 يناير 1936 حتى: 9 مايو 1936     | وزارة علي ماهر باشا الأولى                          | علي ماهر باشا                         |
| وزارة الحقانية                                                                       |                                    | محمود غالب بك                | من: 9 مايو 1936 حتى: 1 أغسطس 1937      | وزارة مصطفى النحاس باشا الثالثة                     | مصطفى النحاس باشا                     |
| وزارة الحقانية                                                                       |                                    | محمد صبري أبو علم            | من: 1 أغسطس 1937 حتى: 30 ديسمبر 1937   | وزارة مصطفى النحاس باشا الرابعة                     | مصطفى النحاس باشا                     |
| وزارة الحقانية                                                                       |                                    | أحمد خشبة باشا               | من: 30 ديسمبر 1937 حتى: 18 أغسطس 1939  | وزارة محمد محمود باشا الثانية                       | محمد محمود باشا                       |
| وزارة الحقانية                                                                       | وزارة محمد محمود باشا الثالثة      | أحمد خشبة باشا               | من: 30 ديسمبر 1937 حتى: 18 أغسطس 1939  |                                                     | محمد محمود باشا                       |
| صدر في فترة تلك الوزارة المرسوم الذي تغير بموجبه اسم وزارة الحقانية إلى وزارة العدل  | وزارة محمد محمود باشا الرابعة      | أحمد خشبة باشا               | من: 30 ديسمبر 1937 حتى: 18 أغسطس 1939  |                                                     | محمد محمود باشا                       |
|                                                                                      | مصطفى محمود الشوربجي بك            | وزارة العدل                  | من: 18 أغسطس 1939 حتى: 27 يونيو 1940   | وزارة علي ماهر باشا الثانية                         | علي ماهر باشا                         |
|                                                                                      | محمد حلمي عيسى باشا                | وزارة العدل                  | من: 27 يونيو 1940 حتى: 31 يوليو 1941   | وزارة حسن صبري باشا                                 | حسن صبري باشا                         |
| وزارة حسين سري باشا الأولى                                                           | محمد حلمي عيسى باشا                | وزارة العدل                  | من: 27 يونيو 1940 حتى: 31 يوليو 1941   | حسين سري باشا                                       |                                       |
|                                                                                      | محمود غالب باشا                    | وزارة العدل                  | من: 31 يوليو 1941 حتى: 4 فبراير 1942   | حسين سري باشا                                       | وزارة حسين سري باشا الثانية           |
|                                                                                      | محمد صبري أبو علم باشا             | وزارة العدل                  | من: 4 فبراير 1942 حتى: 8 أكتوبر 1944   | وزارة مصطفى النحاس باشا الخامسة                     | مصطفى النحاس باشا                     |
| وزارة مصطفى النحاس باشا السادسة                                                      | محمد صبري أبو علم باشا             | وزارة العدل                  | من: 4 فبراير 1942 حتى: 8 أكتوبر 1944   |                                                     | مصطفى النحاس باشا                     |
|                                                                                      | محمد حافظ رمضان باشا               | وزارة العدل                  | من: 8 أكتوبر 1944 حتى: ديسمبر 1945     | وزارة أحمد ماهر باشا الأولى                         | أحمد ماهر باشا                        |
| وزارة أحمد ماهر باشا الثانية                                                         | محمد حافظ رمضان باشا               | وزارة العدل                  | من: 8 أكتوبر 1944 حتى: ديسمبر 1945     |                                                     | أحمد ماهر باشا                        |
| وزارة محمود فهمي النقراشي باشا الأولى                                                | محمد حافظ رمضان باشا               | وزارة العدل                  | من: 8 أكتوبر 1944 حتى: ديسمبر 1945     | محمود فهمي النقراشي باشا                            |                                       |
|                                                                                      | إبراهيم عبد الهادي باشا (بالنيابة) | وزارة العدل                  | من: ديسمبر 1945 حتى: 15 فبراير 1946    | محمود فهمي النقراشي باشا                            | وزارة محمود فهمي النقراشي باشا الأولى |
|                                                                                      | محمد كامل مرسي باشا                | وزارة العدل                  | من: 16 فبراير 1946 حتى: 11 سبتمبر 1946 | وزارة إسماعيل صدقي باشا الثالثة                     | إسماعيل صدقي باشا                     |
|                                                                                      | محمود حسن باشا                     | وزارة العدل                  | من: 11 سبتمبر 1946 حتى: 9 ديسمبر 1946  | وزارة إسماعيل صدقي باشا الثالثة                     | إسماعيل صدقي باشا                     |
|                                                                                      | أحمد خشبة باشا                     | وزارة العدل                  | من: 9 ديسمبر 1946 حتى: 19 نوفمبر 1947  | وزارة محمود فهمي النقراشي باشا الثانية              | محمود فهمي النقراشي باشا              |
|                                                                                      | أحمد مرسي بدر بك                   | وزارة العدل                  | من: 19 نوفمبر 1947 حتى: 25 يوليو 1949  | وزارة محمود فهمي النقراشي باشا الثانية              | محمود فهمي النقراشي باشا              |
| وزارة إبراهيم عبد الهادي باشا                                                        | أحمد مرسي بدر بك                   | وزارة العدل                  | من: 19 نوفمبر 1947 حتى: 25 يوليو 1949  | إبراهيم عبد الهادي باشا                             |                                       |
|                                                                                      | أحمد خشبة باشا                     | وزارة العدل                  | من: 25 يوليو 1949 حتى: 16 أغسطس 1949   | وزارة حسين سري باشا الثالثة                         | حسين سري باشا                         |
|                                                                                      | أحمد علي علوبة                     | وزارة العدل                  | من: 16 أغسطس 1949 حتى: 3 نوفمبر 1949   | وزارة حسين سري باشا الثالثة                         | حسين سري باشا                         |
|                                                                                      | سيد مصطفى باشا                     | وزارة العدل                  | من: 3 نوفمبر 1949 حتى: 12 يناير 1950   | وزارة حسين سري باشا الرابعة                         | حسين سري باشا                         |
|                                                                                      | عبد الفتاح الطويل باشا             | وزارة العدل                  | من: 12 يناير 1950 حتى: 24 ديسمبر 1951  | وزارة مصطفى النحاس باشا السابعة                     | مصطفى النحاس باشا                     |
|                                                                                      | محمد محمد الوكيل                   | وزارة العدل                  | من: 24 ديسمبر 1951 حتى: 27 يناير 1952  | وزارة مصطفى النحاس باشا السابعة                     | مصطفى النحاس باشا                     |
|                                                                                      | محمد علي نمازي باشا                | وزارة العدل                  | من: 27 يناير 1952 حتى: 1 مارس 1952     | وزارة علي ماهر باشا الثالثة                         | علي ماهر باشا                         |
|                                                                                      | محمد كامل مرسي باشا                | وزارة العدل                  | من: 1 مارس 1952 حتى: 2 يوليو 1952      | وزارة أحمد نجيب الهلالي باشا الأولى                 | أحمد نجيب الهلالي باشا                |
|                                                                                      | علي بدوي بك                        | وزارة العدل                  | من: 2 يوليو 1952 حتى: 22 يوليو 1952    | وزارة حسين سري باشا الخامسة                         | حسين سري باشا                         |
|                                                                                      | محمد كامل مرسي باشا                | وزارة العدل                  | من: 22 يوليو 1952 حتى: 23 يوليو 1952   | وزارة أحمد نجيب الهلالي باشا الثانية                | أحمد نجيب الهلالي باشا                |
|                                                                                      | محمد علي رشدي بك                   | وزارة العدل                  | من: 24 يوليو 1952 حتى: 7 سبتمبر 1952   | وزارة علي ماهر باشا الرابعة                         | علي ماهر باشا                         |
|                                                                                      | أحمد حسني                          | وزارة العدل                  | من: 8 سبتمبر 1952 حتى: 16 أغسطس 1961   | وزارة محمد نجيب الأولى                              | محمد نجيب                             |
| وزارة محمد نجيب الثانية                                                              | أحمد حسني                          | وزارة العدل                  | من: 8 سبتمبر 1952 حتى: 16 أغسطس 1961   |                                                     | محمد نجيب                             |
| وزارة جمال عبد الناصر الأولى                                                         | أحمد حسني                          | وزارة العدل                  | من: 8 سبتمبر 1952 حتى: 16 أغسطس 1961   | جمال عبد الناصر                                     |                                       |
| وزارة محمد نجيب الثالثة                                                              | أحمد حسني                          | وزارة العدل                  | من: 8 سبتمبر 1952 حتى: 16 أغسطس 1961   | محمد نجيب                                           |                                       |
| وزارة جمال عبد الناصر الثانية                                                        | أحمد حسني                          | وزارة العدل                  | من: 8 سبتمبر 1952 حتى: 16 أغسطس 1961   | جمال عبد الناصر                                     |                                       |
| وزارة جمال عبد الناصر الثالثة                                                        | أحمد حسني                          | وزارة العدل                  | من: 8 سبتمبر 1952 حتى: 16 أغسطس 1961   | جمال عبد الناصر                                     |                                       |
| وزارة جمال عبد الناصر الرابعة                                                        | أحمد حسني                          | وزارة العدل                  | من: 8 سبتمبر 1952 حتى: 16 أغسطس 1961   | جمال عبد الناصر                                     |                                       |
| وزارة نور الدين طراف (المجلس التنفيذي للإقليم المصري) وزارة جمال عبد الناصر الخامسة  | أحمد حسني                          | وزارة العدل                  | من: 8 سبتمبر 1952 حتى: 16 أغسطس 1961   | نور الدين طراف رئيس المجلس التنفيذي للإقليم المصري  |                                       |
| وزارة كمال الدين حسين (المجلس التنفيذي للإقليم المصري) وزارة جمال عبد الناصر السادسة | أحمد حسني                          | وزارة العدل                  | من: 8 سبتمبر 1952 حتى: 16 أغسطس 1961   | كمال الدين حسين رئيس المجلس التنفيذي للإقليم المصري |                                       |
|                                                                                      | نهاد القاسم (سوري الجنسية)         | وزارة العدل                  | من: 16 أغسطس 1961 حتى: 10 أكتوبر 1961  | وزارة جمال عبد الناصر السابعة                       | جمال عبد الناصر                       |
|                                                                                      | زكريا محيي الدين                   | وزارة العدل                  | من: 10 أكتوبر 1961 حتى: 28 سبتمبر 1961 | وزارة جمال عبد الناصر السابعة                       | جمال عبد الناصر                       |
|                                                                                      | فتحي الشرقاوي                      | وزارة العدل                  | من: 18 أكتوبر 1961 حتى: 25 مارس 1964   | وزارة جمال عبد الناصر الثامنة                       | جمال عبد الناصر                       |
| وزارة علي صبري الأولى                                                                | فتحي الشرقاوي                      | وزارة العدل                  | من: 18 أكتوبر 1961 حتى: 25 مارس 1964   | علي صبري                                            |                                       |
|                                                                                      | بدوي إبراهيم حمودة                 | وزارة العدل                  | من: 25 مارس 1964 حتى: 1 أكتوبر 1965    | علي صبري                                            | وزارة علي صبري الثانية                |
|                                                                                      | محمد عصام الدين حسونة              | وزارة العدل                  | من: 1 أكتوبر 1965 حتى: 20 مارس 1968    | وزارة زكريا محيي الدين                              | زكريا محيي الدين                      |
| وزارة صدقي سليمان                                                                    | محمد عصام الدين حسونة              | وزارة العدل                  | من: 1 أكتوبر 1965 حتى: 20 مارس 1968    | محمد صدقي سليمان                                    |                                       |
| وزارة جمال عبد الناصر التاسعة                                                        | محمد عصام الدين حسونة              | وزارة العدل                  | من: 1 أكتوبر 1965 حتى: 20 مارس 1968    | جمال عبد الناصر                                     |                                       |
|                                                                                      | محمد أبو نصير                      | وزارة العدل                  | من: 20 مارس 1968 حتى: 31 أغسطس 1969    | جمال عبد الناصر                                     | وزارة جمال عبد الناصر العاشرة         |
|                                                                                      | مصطفى كامل إسماعيل                 | وزارة العدل                  | من: 31 أغسطس 1969 حتى: 18 نوفمبر 1970  | جمال عبد الناصر                                     | وزارة جمال عبد الناصر العاشرة         |
| وزارة جمال عبد الناصر العاشرة                                                        | مصطفى كامل إسماعيل                 | وزارة العدل                  | من: 31 أغسطس 1969 حتى: 18 نوفمبر 1970  | جمال عبد الناصر                                     |                                       |
| وزارة محمود فوزي الأولى                                                              | مصطفى كامل إسماعيل                 | وزارة العدل                  | من: 31 أغسطس 1969 حتى: 18 نوفمبر 1970  | محمود فوزي                                          |                                       |
|                                                                                      | حسن فهمي البدوي                    | وزارة العدل                  | من: 18 نوفمبر 1970 حتى: 12 سبتمبر 1971 | محمود فوزي                                          | وزارة محمود فوزي الثانية              |
| وزارة محمود فوزي الثالثة                                                             | حسن فهمي البدوي                    | وزارة العدل                  | من: 18 نوفمبر 1970 حتى: 12 سبتمبر 1971 | محمود فوزي                                          |                                       |
|                                                                                      | محمد سلامة                         | وزارة العدل                  | من: 19 سبتمبر 1971 حتى: 26 مارس 1973   | محمود فوزي                                          | وزارة محمود فوزي الرابعة              |
| وزارة عزيز صدقي                                                                      | محمد سلامة                         | وزارة العدل                  | من: 19 سبتمبر 1971 حتى: 26 مارس 1973   | عزيز صدقي                                           |                                       |
|                                                                                      | فخري عبد النبي                     | وزارة العدل                  | من: 27 مارس 1973 حتى: 25 أبريل 1974    | وزارة أنور السادات الأولى                           | محمد أنور السادات                     |
|                                                                                      | مصطفى أبو زيد فهمي                 | وزارة العدل                  | من: 25 أبريل 1974 حتى: 16 أبريل 1975   | وزارة أنور السادات الثانية                          | محمد أنور السادات                     |
| وزارة عبد العزيز حجازي                                                               | مصطفى أبو زيد فهمي                 | وزارة العدل                  | من: 25 أبريل 1974 حتى: 16 أبريل 1975   | عبد العزيز حجازي                                    |                                       |
|                                                                                      | عادل يونس                          | وزارة العدل                  | من: 16 أبريل 1975 حتى: 25 أبريل 1976   | وزارة ممدوح سالم الأولى                             | ممدوح سالم                            |
| وزارة ممدوح سالم الثانية                                                             | عادل يونس                          | وزارة العدل                  | من: 16 أبريل 1975 حتى: 25 أبريل 1976   |                                                     | ممدوح سالم                            |
|                                                                                      | أحمد سميح طلعت                     | وزارة العدل                  | من: 3 مايو 1976 حتى: 9 مايو 1978       | وزارة ممدوح سالم الثانية                            | ممدوح سالم                            |
| وزارة ممدوح سالم الثالثة                                                             | أحمد سميح طلعت                     | وزارة العدل                  | من: 3 مايو 1976 حتى: 9 مايو 1978       |                                                     | ممدوح سالم                            |
| وزارة ممدوح سالم الرابعة                                                             | أحمد سميح طلعت                     | وزارة العدل                  | من: 3 مايو 1976 حتى: 9 مايو 1978       |                                                     | ممدوح سالم                            |
|                                                                                      | أحمد ممدوح عطية                    | وزارة العدل                  | من: 9 مايو 1978 حتى: 5 أكتوبر 1978     | وزارة ممدوح سالم الخامسة                            | ممدوح سالم                            |
|                                                                                      | أحمد علي موسى                      | وزارة العدل                  | من: 5 أكتوبر 1978 حتى: 19 يونيو 1979   | وزارة مصطفى خليل الأولى                             | مصطفى خليل                            |
|                                                                                      | أنور عبد الفتاح أبو سحلى           | وزارة العدل                  | من: 19 يونيو 1979 حتى: 17 مايو 1981    | وزارة مصطفى خليل الثانية                            | مصطفى خليل                            |
| وزارة أنور السادات الثالثة                                                           | أنور عبد الفتاح أبو سحلى           | وزارة العدل                  | من: 19 يونيو 1979 حتى: 17 مايو 1981    | محمد أنور السادات                                   |                                       |
|                                                                                      | أحمد سمير سامي                     | وزارة العدل                  | من: 17 مايو 1981 حتى: 31 أغسطس 1982    | محمد أنور السادات                                   | وزارة أنور السادات الثالثة            |
| وزارة حسني مبارك                                                                     | أحمد سمير سامي                     | وزارة العدل                  | من: 17 مايو 1981 حتى: 31 أغسطس 1982    | محمد حسني مبارك                                     |                                       |
| وزارة فؤاد محيي الدين الأولى                                                         | أحمد سمير سامي                     | وزارة العدل                  | من: 17 مايو 1981 حتى: 31 أغسطس 1982    | أحمد فؤاد محيي الدين                                |                                       |
|                                                                                      | أحمد ممدوح عطية                    | وزارة العدل                  | من: 31 أغسطس 1982 حتى: 13 أكتوبر 1987  | أحمد فؤاد محيي الدين                                | وزارة فؤاد محيي الدين الثانية         |
| وزارة كمال حسن علي                                                                   | أحمد ممدوح عطية                    | وزارة العدل                  | من: 31 أغسطس 1982 حتى: 13 أكتوبر 1987  | كمال حسن علي                                        |                                       |
| وزارة علي لطفي                                                                       | أحمد ممدوح عطية                    | وزارة العدل                  | من: 31 أغسطس 1982 حتى: 13 أكتوبر 1987  | علي لطفي                                            |                                       |
| وزارة عاطف صدقي الأولى                                                               | أحمد ممدوح عطية                    | وزارة العدل                  | من: 31 أغسطس 1982 حتى: 13 أكتوبر 1987  | عاطف صدقي                                           |                                       |
|                                                                                      | فاروق سيف النصر                    | وزارة العدل                  | من: 13 أكتوبر 1987 حتى: 9 يوليو 2004   | عاطف صدقي                                           | وزارة عاطف صدقي الثانية               |
| وزارة عاطف صدقي الثالثة                                                              | فاروق سيف النصر                    | وزارة العدل                  | من: 13 أكتوبر 1987 حتى: 9 يوليو 2004   | عاطف صدقي                                           |                                       |
| وزارة كمال الجنزوري الأولى                                                           | فاروق سيف النصر                    | وزارة العدل                  | من: 13 أكتوبر 1987 حتى: 9 يوليو 2004   | كمال الجنزوري                                       |                                       |
| وزارة عاطف عبيد                                                                      | فاروق سيف النصر                    | وزارة العدل                  | من: 13 أكتوبر 1987 حتى: 9 يوليو 2004   | عاطف عبيد                                           |                                       |
|                                                                                      | محمود أبو الليل                    | وزارة العدل                  | من: 14 يوليو 2004 حتى: 27 أغسطس 2006   | وزارة أحمد نظيف الأولى                              | أحمد نظيف                             |
| وزارة أحمد نظيف الثانية                                                              | محمود أبو الليل                    | وزارة العدل                  | من: 14 يوليو 2004 حتى: 27 أغسطس 2006   |                                                     | أحمد نظيف                             |
|                                                                                      | ممدوح مرعي                         | وزارة العدل                  | من: 27 أغسطس 2006 حتى: 3 مارس 2011     | وزارة أحمد نظيف الثانية                             | أحمد نظيف                             |
| وزارة أحمد شفيق                                                                      | ممدوح مرعي                         | وزارة العدل                  | من: 27 أغسطس 2006 حتى: 3 مارس 2011     | أحمد شفيق                                           |                                       |
|                                                                                      | محمد عبد العزيز الجندي             | وزارة العدل                  | من: 7 مارس 2011 حتى: 21 نوفمبر 2011    | وزارة عصام شرف                                      | عصام شرف                              |
|                                                                                      | عادل عبد الحميد                    | وزارة العدل                  | من: 7 ديسمبر 2011 حتى: 25 يونيو 2012   | وزارة كمال الجنزوري الثانية                         | كمال الجنزوري                         |
|                                                                                      | أحمد مكي                           | وزارة العدل                  | من: 2 أغسطس 2012 حتى: مايو 2013        | وزارة هشام قنديل                                    | هشام قنديل                            |
|                                                                                      | أحمد محمد سليمان                   | وزارة العدل                  | من: مايو 2013 حتى: 8 يوليو 2013        | وزارة هشام قنديل                                    | هشام قنديل                            |
|                                                                                      | عادل عبد الحميد                    | وزارة العدل                  | من: 16 يوليو 2013 حتى: 24 فبراير 2014  | وزارة حازم الببلاوي                                 | حازم الببلاوي                         |
|                                                                                      | نير عثمان                          | وزارة العدل                  | من: 1 مارس 2014 حتى: 9 يونيو 2014      | وزارة إبراهيم محلب الأولى                           | إبراهيم محلب                          |
|                                                                                      | محفوظ صابر                         | وزارة العدل                  | من: 16 يونيو 2014 حتى: مارس 2015       | وزارة إبراهيم محلب الثانية                          | إبراهيم محلب                          |
|                                                                                      | أحمد الزند                         | وزارة العدل                  | من: مارس 2015 حتى: 13 مارس 2016        | وزارة إبراهيم محلب الثانية                          | إبراهيم محلب                          |
| وزارة شريف إسماعيل                                                                   | أحمد الزند                         | وزارة العدل                  | من: مارس 2015 حتى: 13 مارس 2016        | شريف إسماعيل                                        |                                       |
|                                                                                      | محمد حسام عبد الرحيم               | وزارة العدل                  | من: 23 مارس 2016 حتى: 22 ديسمبر 2019   | شريف إسماعيل                                        | وزارة شريف إسماعيل                    |
| وزارة مصطفى مدبولي الأولى                                                            | محمد حسام عبد الرحيم               | وزارة العدل                  | من: 23 مارس 2016 حتى: 22 ديسمبر 2019   | مصطفى مدبولي                                        |                                       |
|                                                                                      | عمر مروان                          | وزارة العدل                  | من: 22 ديسمبر 2019 حتى: 3 يونيو 2024   | مصطفى مدبولي                                        | وزارة مصطفى مدبولي الأولى             |
|                                                                                      | عدنان فنجري                        | وزارة العدل                  | من: 3 يوليو 2024 حتى الآن              | مصطفى مدبولي                                        | وزارة مصطفى مدبولي الثانية            |